# Magnus Granatenhielm
Magnus Granatenhielm, (hette från början Mörk), född 1644 i Hovby församling, Skaraborgs län, död 2 oktober 1714 i Barnarps församling, Jönköpings län, var en svensk militär; utnämnd till generalmajor 1706, och adlad 1681.

## Biografi
Magnus Granatenhielm utmärkte sig särskilt när han under det danska kriget 1678 var den som brände den långa bron vid Kristianstad, med ett strategiskt viktigt blockhus, efter tappert försvar från danskarnas sida.
Under Stora nordiska kriget var han chef för det viktiga artilleriet i Wismar 1702–1706, där Sverige hade sin största befästning avseende den tyska nordkusten.
Granatenhielms militära karriär var mycket lång och inleddes 1655 när han endast elva år gammal gick i tjänst hos en kornett vid Smålands kavalleri och först medföljde den svenska armén under det polska fälttåget, därpå arméns marsch in i Danmark och tågen över Bälten till Köpenhamn. Han var även med under bland annat tredagarsslaget vid Warschau, stormningen av Frederiksodde samt under belägringen av Köpenhamn.
Granatenhielm gick i ordets rätta bemärkelse den långa vägen inom det militära. Hans uppseendeväckande långa karriär, som spände över ett drygt halvsekel, hade följande bana: ryttare vid Smålands kavalleriregemente 1655; lärkonstapel vid fältartilleriet i Jönköping 1661 (konstapel 1665); sergeant vid artilleriet i Stockholm 1668; styckjunkare vid artilleriet i Jönköping 1669; löjtnant 1674; kapten 1676; sekundmajor 1678; premiärmajor 1693; överstelöjtnant 1697; överste för artilleriet i Wismar 1702; generalmajors avsked 1706.
Han gifte sig tre gånger med i tur och ordning Anna Kock, Dorotea Wäsenberg och Elisabeth Ståhle. Han blev änkling sista gången 1688.
Han ligger begravd i den av honom själv bekostade korsflygeln av Barnarps kyrka i vilken även en minnessten är uppförd, ornerad med det Granatenhielmska vapnet och årtalet 1687.